# Адуац, Фридрих
Фридрих Адуац (нем. Friedrich Aduatz; 1 июля 1907, Пула, Истрийская жупания — 22 декабря 1994, Фойтсберг, Штирия) — австрийский живописец и график.

## Биография

### Детство и образование, 1907—1926 гг.
Фридрих Адуац родился 1 июля 1907 года в портовом городе Пула, вторым из четырёх детей, двумя братьями были архитекторы Вильгельм Адуац и Густав Адуац. Он был сыном полицейского Андреаса Адуатца и учительницы английского языка Марии Пирцль из Каринтии, которые пререехали из Бургенланда. Он посещал итальянскую школу. Корабельные маляры в гавани пробудили во Фридрихе Адуаце желание самому стать художником. Культурное разнообразие Пулы и ландшафт южного Средиземноморья оказали значительное влияние на его дальнейшую жизнь как художника. В 1920 году Адуац переехал в Грац и поступил в государственную школу. После окончания государственной школы Адуац вместе с Рудольфом Пойнтнером окончил педагогический колледж в Граце.

### Первая работа учителем
Адуац получил свою первую работу в качестве временного учителя начальной школы в Вартберге в Штирии в 1927 году. В апреле 1928 года он был вызван в Грац в качестве подменного учителя. В 1929 году он сдал свой второй педагогический экзамен в Граце и вечерние курсы в Штирийской государственной художественной школе у Вильгельма Тёни.

### Грацский сецессион и Венский Хагенбунд, 1934—1938 гг.
Адуац стал членом Грацского отделения и одновременно Венского Хагенбунда. С тех пор он участвовал в соответствующих клубных выставках. Адуатц провел летние месяцы с 1935 по 1937 год в Каринтии с Францем Вигеле, и это пребывание стало решающим для его творчества. В 1937 году он получил бронзовую медаль Государственной премии Австрии. Также был удостоен премии в 1937 году на конкурсной выставке «Пейзажные рисунки из Австрии» в Венском Мессепаласте. В конце марта 1938 года Хагенбунд был распущен в результате присоединения Австрии к Германскому рейху. Адуацу запретили выставляться, потому что его работы «не принадлежали ни к какому текущему художественному движению» и поэтому считались «дегенеративными».

### Брак и нахождение в плену, 1939—1945 гг.
В ноябре 1939 года Адуац был призван в немецкий вермахт и прошел базовую подготовку в войсках. Он женился на Антонии Райниш, с тех пор он обосновался на постоянном месте жительства в Фойтсберге. С апреля 1941 года по август 1944 года он был вынужден работать учителем в средней школе Шёнштайн. В конце августа 1944 года вновь был призван в вермахт, части которого были дислоцированы в Италии. Оттуда его перевели на нынешнюю территорию Чехии, но принимать участие в боевых действиях ему уже не приходилось. После окончания войны Адуац попал в советский плен, как и многие другие, он заболел тифом и был освобожден от военной службы, чтобы вернуться домой. В сентябре 1945 года он начал работать учителем в средней школе Фойтсберга, а в октябре Адуац принял участие в 15-й выставке Грацского сецессиона. Адуац стал членом Венского сецессиона в 1945 году.

### Премия Лиссоне и др., 1946—1956 гг.
В 1946 году Фридрих Адуац был представлен рисунками, выполненными цветной тушью на первой послевоенной выставке Венского сецессиона в Венском Кюнстлерхаусе. В январе 1950 года Адуац был избран в совет директоров Грацского сецессиона. В 1956 году он был удостоен премии Лиссоне на выставке Premio Lissone в Милане. Также в 1956 году он был одним из участников выставки «Искусство из Австрии» в городском музее в Амстердаме и, таким образом, положил начало серии зарубежных работ в последующие годы.

### Всемирные выставки, 1957—1962 гг.
Помимо выставок в Австрии, работы Адуаца в эти годы демонстрировались в Риме, Милане, Болонье, Париже, Берне, Нью-Дели, Дюссельдорфе, Эйндховене, Варшаве, Монтевидео, Йоханнесбурге и Любляне . В Инсбруке Адуац был 1-м в 1957 году, а также получил награду земли Штирия на 6-м австрийском конкурсе графического дизайна.

### Золотая медаль в Анконе, 1963—1972 гг.
В 1963 году состоялись две важные международные выставки: в Новой галерее (Грац) и в Риме в Caleografia Nazionale Incisori austriaci contemporanei, где помимо него участвовали работы Оскара Кокошки, Иоганна Фрумана, Марио Деклевы и Альфреда Хрдлички. Через год последовало участие в Художественном музее Санкт-Галлена в Швейцарии. По случаю 60-летия По случаю дня рождения художника в Новой галерее в Граце в ноябре 1967 года была показана первая ретроспектива живописи и графики. В 1968 году Адуац был награждён золотой медалью на Биеннале графики в Анконе. В 1972 году ему впервые было присвоено почетное звание профессора, вскоре после этого он был назначен старшим школьным советом провинциального школьного совета Штирии. В том же году Адуац закончил преподавательскую деятельность и вышел на пенсию.

### Премия в области изящных искусств, 1973—1980 гг.
В 1973 году он принял участие в выставках «Концессия» в Венском сецессионе весной и в юбилейной выставке «Пятьдесят лет Грацского сецессиона» в мае/июне. В 1977 году художник Адуац был награждён почетной грамотой города Граца, а в 1978 году — премией за изобразительное искусство земли Штирия и Золотой почетной медалью земли Штирия . В 1979 году участвовал в выставках Венского сецессиона «Члены Венского сецессиона» и «Художники из Штирии» в Дармштадте. Год спустя город Фойтсберг сделал Адуаца почетным гражданином.

### Почетный президент Грацского сецессиона, 1981—1986 гг.
В 1982 году в городском музее Леобена была представлена картина Aduatz Personale, а через год художник принял участие в крупной выставке «Изобразительное искусство в Штирии 1945—1960» в Новой галерее Граца и Кюнстлерхаусе Граца. Также в 1983 году Адуац был избран почетным президентом Грацского сецессиона, эта честь ранее выпала только Вильгельму Тони и Альфреду Викенбургу. В 1985 году состоялась персональная выставка художника «Картины периода Хагенбунда» в «Галерее на Вальфишгассе» в Вене. Давнее желание Адуаца сбылось, когда в 1986 году он выставил работы в родном городе Пула.

### Большой почетный золотой знак штата Штирия, 1987—1994 гг.
В 1987 году художник отметил свое 80-летие. День рождения был отмечен несколькими персональными выставками. Большая ретроспектива Новой галереи со 119 экспонатами прошла в Graz Künstlerhaus под названием «Vorangehen». Был опубликован каталог с участием Вильфрида Скрейнера и Кристы Штайнле. Скрейнер пытался позиционировать Адуаца как одного из первых представителей чистой абстракции в Австрии. Галерея Lendl в Граце и Галерея Contact по этому случаю организовали дополнительные выставки. В 1988 году провинция Штирия наградила художника Большим почетным золотым знаком, врученным губернатором провинции Йозефом Крайнером . В 1991 году Адуац участвовал в юбилейной выставке галереи Contact «Fest der Bilder».
В 1992 году в галерее Лендл в Граце были представлены акварели и рисунки Вильгельма Тони, а также литографии и офорты Адуаца. По случаю своего 85-летия Welz Gallery в Зальцбурге организовала успешную персональную выставку художника в рамках фестиваля " Steirischer Herbst ". Помимо многочисленных художников из Италии, бывшей Югославии и Австрии, был также представлен Адуац. В 1993 г. Австрийская галерея во дворце Хальбтурн представила выставку «Утерянная эпоха современности — Ассоциация художников Хагена 1900—1938». Фридрих Адуац, который был членом этой ассоциации художников с 1934 по 1938 год, был выдающимся образом представлен пятью картинами маслом и одной акварелью. 22 декабря Фридрих Адуац умер в своем доме в Фойтсберге.

## Работа

### Ранние годы — первое желание стать художником
Подрастающий Фридрих с раннего возраста увлекался живописью. Он познакомился с молодыми корабельными чертежниками в порту своего родного города Пулы. Картин Фридриха Адуаца до 1930 года почти не сохранилось.

### 1930-е — Начало неформальной деятельности.
Молодой Фридрих Адуац был глубоко впечатлен стилем экспрессионизма. Его первым предметом картин стали пейзажи, особенно пейзажи его нового дома, находящегося в Западной Штирии. Главное в его картинах это был — цвет.
В эти годы Адуац также писал натюрморты, и храмовые росписи.
Адуац был одним из первых художников в Австрии, сформировавших неформальную живопись .

### Работа после войны
После окончания Второй мировой войны Фридрих Адуац продолжил свою прежнюю работу. Адуац по-прежнему считал себя представителем модернизма.

### 1950-е — Создание квартирных картин
Были созданы «Квартирные картинки» Адуаца. Ими он хотел изобразить городскую жизнь, но опять же используя в качестве основных носителей цвет и геометрию, и очень мало фигур и предметов.

### Время с 1970 г.
В период с 1970 года Фридрих Адуац вернулся к пейзажам и цветочным натюрмортам. Благодаря своему многолетнему опыту визуального художника разработал множество решений, как видно из его поздних работ.

### 1980-е — поздняя работа
Во второй половине 1980-х Фридрих Адуац расставил приоритеты в своих работах следующим образом: в его многочисленных изображениях лагунного города Венеции, он не хотел изображать мотивы, которые уже были известны, по прежнему для него большое значение имел цвет. Он не просто изображал то, что хотел, а хотел, чтобы зритель разделил его чувства и настроения.

## Персональные выставки и коллекции
- 1947: Галерея Шенбауэра, Грац.
- 1956: Галерея Буссола, Турин
- 1956: «Тема и контрапункт», коллекция еженедельной выставки Венского фестиваля 1956, Венский сецессион.
- 1958: «Картины», Новая галерея в Иоаннеуме, Грац.
- 1961: Галерея Пайтнер-Лихтенфельс, Вена.
- 1965: «Картины», Галерея 16, Грац.
- 1967: «Живопись и графика», Новая галерея в Иоаннеуме, Грац.
- 1971: Галерея Эдер, Кофлах.
- 1975: «Венецианские картины», Галерея 15, Грац.
- 1977: «Ранние картины — поздние картины», Галерея Dida, Грац.
- 1977: Галерея Марингер, Санкт-Пельтен
- 1979: «Квартирные фотографии», Галерея Адуац, Грац.
- 1982: Городской музей Леобен.
- 1985: Кюнстлерхаус Грац
- 1985: «Картины эпохи Хагенбунда», галерея на Вальфишгассе, Вена.
- 1986: «Aduatz», салон Islozbeni grada Pula.
- 1986: Австрийская академия менеджмента, Дворец Метахоф, Грац
- 1987: Галерея Лендл, Грац
- 1987: Кафе Sperl, Вена
- 1987: Контакт с галереей, Вена
- 1987: «Экспедиция», ретроспектива в Künstlerhaus Graz.
- 1988: Галерея Welz, Зальцбург
- 1988: Галерея Лендл, Грац
- 1989: «Из тихого сада», Gallery Contact, Вена.
- 1989: Галерея «Zum St. Johanni», Меллинген (Швейцария).
- 1989: «Искусство 89», Галерея Лендла, Грац.
- 1990: Галерея Лендл, Грац
- 1991: «Новые представления о картинках», образовательный центр Мария Трост (Штирия).
- 1992: Галерея Вельц, Зальцбург
- 1995: «Фридрих Адуац — Картины в саду», ратуша города Фойтсберг.
- 1995: «Пейзажи», Galerie am Salzgries, Вена.
- 1997: «Фридрих Адуатц. Картины маслом, работы на бумаге», Galerie Welz
- 1998: «Цветные звуки», Gallery Contact, Вена.
- 2001: «Тонирование цвета — картины маслом. Tenebroso, Allegro, Intermezzo, Finale Maestoso», Государственный музей Жоаннеум — Замок Стайнц
- 2002: «Фридрих Адуатц. Работы с 1950 по 1980 год», Galerie Welz, Зальцбург.
- 2002: «Фридрих Адуац — Изменения», Gallery Contact, Вена.
- 2003: «Фридрих Адуац — Зигфрид Амтманн. Параллелизм и кроссовер», Галерея Artmark, Шпиталь-ам-Пихрн, Штирия
- 2003: «Шедевры штирийского модернизма», Замок Рабенштейн, Штирия.
- 2004: «Фридрих Адуац. Цвет — Знак — Жесты. Работы 1950—1980 годов», Фрауэнбад Баден
- 2007: «Фридрих Адуатц. Работы на бумаге», Галерея Ойгена Лендла, Грац; «Фридрих Адуац. На 100-й День рождения, из коллекции Новой галереи», «Новая галерея Граца» в Landesmuseum Joanneum; «Фридрих Адуац. В Кампанье», Welz Gallery, Зальцбург; «Фридрих Адуац — за 100. День рождения», Galerie Elisabeth Michitsch, Вена; «Фридрих Адуац. По случаю 100-летия день рождения», Арик-Брауэр-Ратхаус Фойтсберг; «Фридрих Адуац», Forum Austriaco di Cultura, Милан
- 2009: «Фридрих Адуац — Итальянские впечатления. Картины маслом 1950—1970-х», Галерея Ойгена Лендла
- 2011: «Фридрих Адуац», Галерея Вельц, Зальцбург.

## Награды и отличия
- 1936: Художественная медаль города Граца из серебра.
- 1937: Бронзовая медаль Государственной премии Австрии; 3. Приз в конкурсе «Пейзажные рисунки из Австрии», Вена — Messepalast
- 1956: Премия Лиссоне, Милан
- 1957: 1 Приз земли Штирия на 6-м австрийском конкурсе графического дизайна в Инсбруке.
- 1961: Рекомендация жюри к покупке при присуждении художественной премии Joanneum, Грац.
- 1965: Художественная премия города Кёфлах.
- 1968: Золотая медаль на биеннале графики в Анконе.
- 1972: Присвоено звание профессора.
- 1977: Почетная грамота города Граца.
- 1978: Благодарственная премия провинции Штирия за изобразительное искусство.
- 1980: Почетный гражданин города Фойтсберг.
- 1983: Почетный президент Грацского сецессиона.
- 1988: Большая золотая почетная медаль штата Штирия за изобразительное искусство.